# Кунигунда Хоенштауфен
Кунигунда Хоенштауфен (умрла 13. септембра 1248.) је била чешка краљица од 1230. године до своје смрти, као супруга Вацлава I Пшемисла. 

## Биографија
Кунигунда је са своје три сестре остала сироче 1208. године када јој је убијен отац Филип Швапски, а после неколико месеци умрла и мајка Ирина Анђелина. Кунигунда се убрзо преселила у Праг где је живео њен вереник Вацлав I. Вацлав је био најстарији преживели син Отокара I Пшемисла и његове друге супруге, Констанце Угарске (Констанца је била ћерка Беле III и Агнесе од Антиохије). Године 1224. Кунигунда се удала за Вацлава, а крунисани су 1228. године. 
Вацлав је 1230. године наследио свог оца као краљ Чешке, а Кунигунда је постала краљица. Међутим, чини се да она није имала утицаја у политици свога мужа. Оснивала је манастире. Кунигунда и Вацлав су имали петоро деце: 
- Владислав, моравски кнез (око 1228. - 3. јануар 1247.)
- Отокар II Пшемисл (око 1230. - 26. август 1278.)
- Беатриче Чешка (око 1231. - 27. мај 1290.), удата за Отона III од Бранденбурга.
- Агнеса Чешка (умрла 10. августа 1268.), удата за Хенрија III од Мајзена.
- Ћерка непознатог имена која је умрла у детињству.

Након смрти Вацлавовог брата Пшемисла, моравског маркгрофа, потомци Вацлава и Кунигунде били су једини који су могли да наставе династију Пшемисла. Први син, Владислав, умро је 1247. године. Краљица Кунигунда умрла је током устанка млађег сина Отокара 15. септембра 1248. године. Сахрањена је у манастиру Агнес. Муж и син нису присуствовали њеној сахрани. 